# Ампаро Рівельєс
Ампаро Рівельєс (ісп. María Amparo Rivelles y Ladrón de Guevara, 11 лютого 1925, Мадрид — 7 листопада 2013, там само) — іспанська акторка. Перша володарка премії Гойя за найкращу жіночу роль.

## Вибрана фільмографія
| Рік       |    | Українська назва              | Оригінальна назва                 | Роль                                                |
| --------- | -- | ----------------------------- | --------------------------------- | --------------------------------------------------- |
| 1941      | ф  | Марі Хуана                    | Mari Juana                        | Марі Хуана                                          |
| 1942      | ф  | Мальвалока                    | Malvaloca                         | Мальвалока                                          |
| 1943      | ф  | Елоїза під мигдалевим деревом | Eloísa está debajo de un almendro | Маріанна                                            |
| 1943      | ф  | Неповторні дурні              | Deliciosa mente tontos            | Марія Еспіноса                                      |
| 1944      | ф  | Цвях                          | El clavo                          | Бланка                                              |
| 1944      | ф  | Євгенія де Монтіхо            | Eugenia de Montijo                | Євгенія де Монтіхо                                  |
| 1945      | ф  | Еспронседа                    | Espronceda                        | Тереза Манча                                        |
| 1947      | ф  | Віра                          | La fe                             | Марта Осуна                                         |
| 1947      | ф  | Овече джерело                 | Fuenteo ejuna                     | Лауренсія                                           |
| 1947      | ф  | Горе                          | Angustia                          | Елена                                               |
| 1948      | ф  | Вулиця без сонця              | La calle sin sol                  | Пілар                                               |
| 1949      | ф  | Герцогиня Бенамехі            | La duquesa de Benamejí            | Реєс де ла Вега, герцогиня Бенамехі / циганка Росіо |
| 1951      | ф  | Зоря Америки                  | Alba de America                   | Ізабелла I                                          |
| 1951      | ф  | Левиця Кастилії               | La leona de Castilla              | Марія Пачеко                                        |
| 1955      | ф  | Індіанець                     | El indiano                        | Іоланда                                             |
| 1955      | ф  | Містер Аркадін                | Mr. Arkadin                       | баронеса Найджел                                    |
| 1957      | ф  | Засідка в Танжері             | Agguato a Tangeri                 | Лола                                                |
| 1957      | ф  | Батальйон тіней               | El batallón de las sombras        | Магдалена                                           |
| 1959      | с  | Обережно з ангелом            | Cuidado con el ángel              | -                                                   |
| 1960      | ф  | Скелет сеньйори Моралес       | El esqueleto de la señora Morales | Глорія Моралес                                      |
| 1960      | ф  | Ангел був винен               | Un ángel tuvo la culpa            | повія                                               |
| 1960      | ф  | Кохання, яке я дав тобі       | El amor que yo te di              | Норма Кірос                                         |
| 1960      | с  | Інший                         | El otro                           | Ада                                                 |
| 1960      | с  | Смертний гріх                 | Pecado mortal                     | Клара Ернандес                                      |
| 1960      | с  | Сестра Хуана Інес де ла Крус  | Sor Juana Inés de la Cruz         | Хуана Інес де ла Крус                               |
| 1961      | с  | Левиця                        | La leona                          | Алісія                                              |
| 1963      | с  | Донья Макабра                 | Doña Macabra                      | донья Макабра (Арміда)                              |
| 1964      | с  | Габріела                      | Gabriela                          | Габріела                                            |
| 1966      | с  | Крістіна Гусман               | Cristina Guzman                   | Крістіна Гусман / Клаудія Гусман                    |
| 1967      | с  | Аніта де Монтемар             | Anita de Montemar                 | Аніта де Монтемар                                   |
| 1967      | с  | Шторм                         | La tormenta                       | Лідія де Передес                                    |
| 1969      | с  | Без слів                      | Sin palabras                      | Шанталь Дюамель                                     |
| 1969      | ф  | День матерів                  | El día de las madres              | Сесілія                                             |
| 1970      | ф  | Біла вдова                    | La viuda blanca                   | Алехандра Кастелар                                  |
| 1970—1971 | с  | Хрест Маріси Крусес           | La cruz de Marísa Cruzes          | Маріса Крусес                                       |
| 1972      | ф  | Пас                           | El medio pelo                     | донья Пас Гарсія                                    |
| 1973—1974 | с  | Гієна                         | La hiena                          | Ріта Ернандес де Соліс                              |
| 1974      | ф  | Мачуха                        | La madrastra                      | Мерседес                                            |
| 1975      | с  | Беззахисний                   | Lo imperdonable                   | Алехандра Посада де Фонсека / Андреа Рейна          |
| 1978—1979 | с  | Палаючі пристрасті            | Pasiones encendidas               | Марія                                               |
| 1982      | ф  | Дім Бернарди Альби            | La casa de Bernarda Alba          | Бернарда Альба                                      |
| 1986      | ф  | Потрібно зруйнувати будинок   | Hay que deshacer la casa          | Лаура                                               |
| 1989      | ф  | Ескілаче                      | Esquilache                        | Ісабель де Фарнесіо                                 |
| 1991      | ф  | Наступного дня я народився    | El día que nací yo                | Марія Тереза Мурільйо                               |
| 1991      | с  | Чергова аптека                | Farmacia de guardia               | Аврора                                              |
| 1995      | с  | Регентка                      | La Regenta                        | донья Паула                                         |
| 1999      | кф | Запах яблук                   | El olor de las manzanas           | Віолетта                                            |

## Театр
- 1945 — Дон Хуан Теноріо
- 1947 — За зачиненими дверима
- 1981 — Людський голос
- 1988 — Селестіна
- 1999 — Дерева помирають стоячи